# Ophioglossum floridanum
Ophioglossum floridanum là một loài dương xỉ trong họ Ophioglossaceae. Loài này được E.P. St. John mô tả khoa học đầu tiên năm 1936.
Danh pháp khoa học của loài này chưa được làm sáng tỏ. 